# Плейзанс, Тереза
Тереза Моник Плейзанс (англ. Theresa Monique Plaisance; род. 18 мая 1992 года, Новый Орлеан, Луизиана, США) — американская профессиональная баскетболистка. Была выбрана на драфте ВНБА 2014 года в третьем раунде под общим 27-м номером клубом «Талса Шок». Играет на позиции тяжёлого форварда и центровой.

## Ранние годы
Тереза Плейзанс родилась 18 мая 1992 года в городе Новый Орлеан, штат Луизиана, в семье Скотта и Доби Плейзанс, у неё есть брат, Скотт, а училась она немного западнее, в городе Хоума, в католической школе Вандебильт, в которой выступала за местную баскетбольную команду.